# Edward Fender

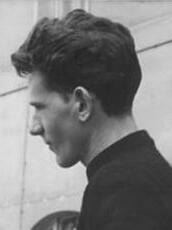
Edward Piotr Fender 1959

Edward Piotr Fender (8 de agosto de 1942-6 de noviembre de 2021) fue un deportista polaco que compitió en luge. Ganó una medalla de plata en el Campeonato Mundial de Luge de 1963, en la prueba doble.

## Palmarés internacional
| Campeonato Mundial | Campeonato Mundial | Campeonato Mundial | Campeonato Mundial |
| Año                | Lugar              | Medalla            | Prueba             |
| ------------------ | ------------------ | ------------------ | ------------------ |
| 1963               | Imst (Austria)     | Medalla de plata   | Doble              |